# Latvijas PSR čempionāts futbolā 1956
L'edizione 1956 del massimo campionato di calcio lettone fu la 12ª come competizione della Repubblica Socialista Sovietica Lettone; il titolo fu vinto dal Sarkanais Metalurgs, giunto al suo settimo titolo.

## Formato
Il campionato era formato da quattordici squadre che si incontrarono in gironi di andata e ritorno per un totale di 26 turni; erano assegnati due punti alla vittoria, un punto al pareggio e zero per la sconfitta.

## Classifica finale
|                        | Pos. | Squadra             | Pt | G  | V  | N | P  | GF | GS | DR  |
| ---------------------- | ---- | ------------------- | -- | -- | -- | - | -- | -- | -- | --- |
| RSS Lettone (bandiera) | 1.   | Sarkanais Metalurgs | 50 | 26 | 24 | 2 | 0  | 82 | 13 | +69 |
|                        | 2.   | RVR Riga            | 38 | 26 | 16 | 6 | 4  | 66 | 21 | +45 |
|                        | 3.   | RĖZ Riga            | 37 | 26 | 16 | 5 | 5  | 63 | 15 | +48 |
|                        | 4.   | VEF Riga            | 31 | 26 | 14 | 3 | 9  | 44 | 31 | +13 |
|                        | 5.   | ASK Rīga            | 30 | 26 | 13 | 4 | 9  | 46 | 30 | +16 |
|                        | 6.   | Vulkans Kuldiga     | 30 | 26 | 13 | 4 | 9  | 53 | 50 | +3  |
|                        | 7.   | Lokomotive Riga     | 27 | 26 | 12 | 3 | 11 | 65 | 43 | +22 |
|                        | 8.   | Rēzekne             | 25 | 26 | 11 | 3 | 12 | 29 | 38 | -9  |
|                        | 9.   | Daugavas SP Riga    | 19 | 26 | 8  | 3 | 15 | 43 | 44 | -1  |
|                        | 10.  | Varpa Valmiera      | 18 | 26 | 8  | 2 | 16 | 27 | 87 | -60 |
|                        | 11.  | Talsi               | 15 | 26 | 6  | 3 | 17 | 23 | 56 | -33 |
|                        | 12.  | Daugavpils          | 14 | 26 | 6  | 2 | 17 | 17 | 82 | -65 |
|                        | 13.  | Dinamo Riga         | 12 | 26 | 4  | 4 | 19 | 20 | 68 | -48 |
|                        | 14.  | Darba Rezerves      |    |    |    |   |    |    |    |     |